# Karla Roffeis
Karla Roffeis (* 4. Juli 1958 in Crivitz, heute Karla Mügge) ist eine ehemalige deutsche Volleyballspielerin.
Karla Roffeis, die 1972 mit dem Volleyballspiel begann, war vielfache DDR-Nationalspielerin. Die Zuspielerin nahm zweimal an Olympischen Spielen teil, wobei sie 1976 in Montreal den sechsten Platz belegte und 1980 in Moskau die Silbermedaille gewann. Mit ihren Mannschaftskameradinnen wurde sie im selben Jahr mit dem Vaterländischen Verdienstorden in Bronze ausgezeichnet.
1983 wurde sie mit der DDR im eigenen Land Europameister. Karla Roffeis spielte für SC Traktor Schwerin und wurde mehrfach DDR-Meister und FDGB-Pokalsieger. Außerdem gewann sie 1978 den Europapokal der Landesmeister.
Karla Mügge war Lehrerin am Gymnasium „Am Sonnenberg“ in Crivitz. Sie unterrichtete Sport, Sozialkunde und AWT.